# Synegia incepta
Synegia incepta là một loài bướm đêm trong họ Geometridae.